# Craftsbury
Craftsbury är en kommun (town) i Orleans County i delstaten Vermont, USA. Vid folkräkningen år 2000 bodde 1 136 personer på orten. Den har enligt United States Census Bureau en area på totalt 102,9 km² varav 1,1 km² är vatten.   